# Feira da Vandoma

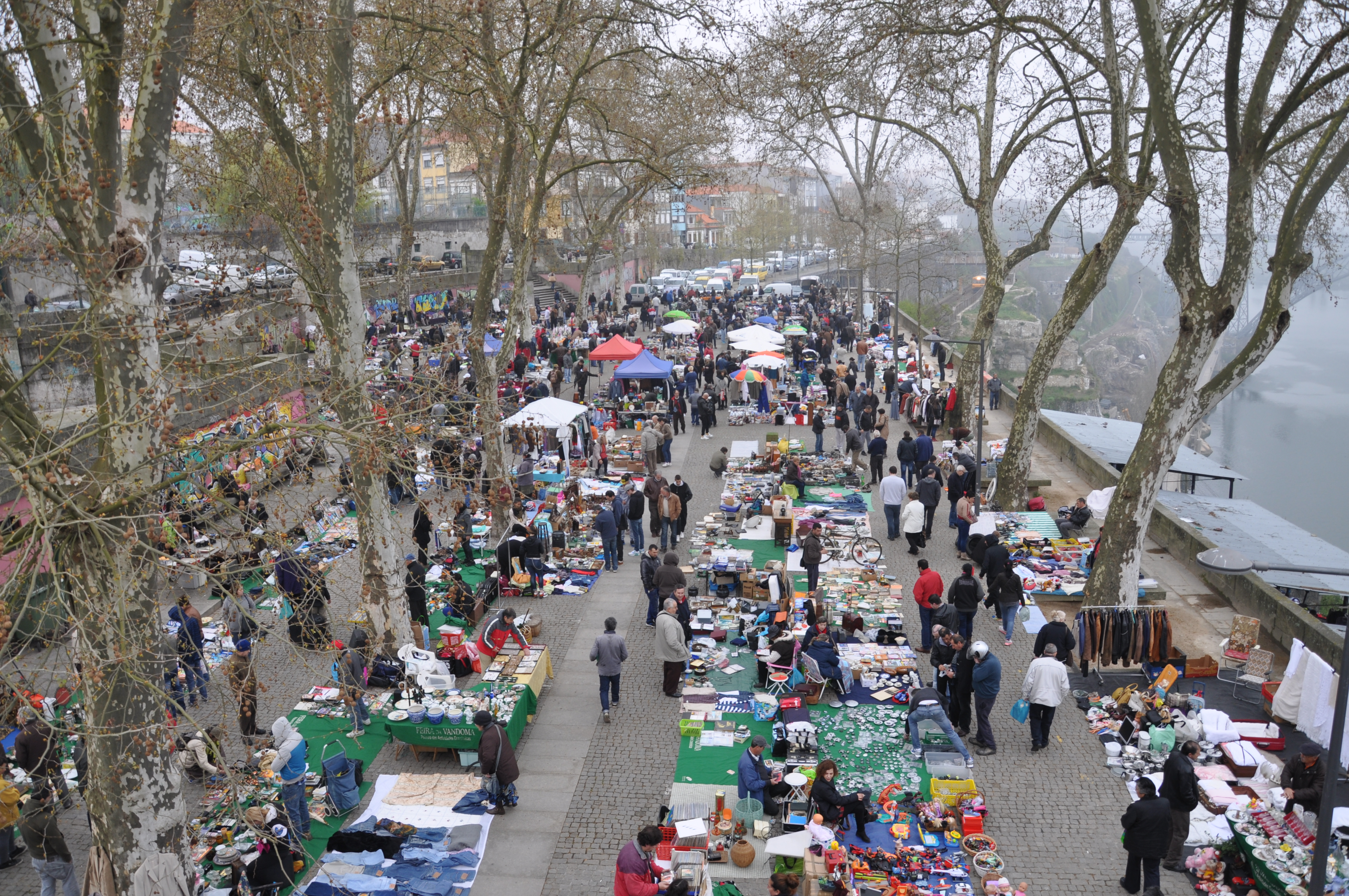
Feira da Vandoma na alameda das Fontaínhas

Feira da Vandoma é uma feira que se realiza, desde 12 de Julho de 2025, junto da Estação Nasoni, freguesia de Campanhã, na cidade do Porto, Portugal.

## História
A feira nasceu nos anos 1970 nas Fontainhas, freguesia da Sé. Em 2015 mudou-se para a Avenida 25 de Abril, freguesia de Campanhã, na cidade do Porto. 
A Feira da Vandoma é, de entre as feiras temáticas que se realizam no Porto, uma das mais conhecidas e características. Iniciou-se nas imediações da Calçada de Vandoma, junto à Sé do Porto, de forma espontânea e constituída, maioritariamente, por jovens estudantes que vendiam livros e roupas usadas, passando a ser regulamentada pela Câmara Municipal do Porto a partir de 1984.
Das imediações da Sé, e antes de se fixar nas Fontainhas, a Vandoma realizou-se durante algum tempo no largo em frente à Cadeia da Relação, na Cordoaria. De 1 de Janeiro de 2016 a 5 de Julho de 2025 realizou-se na Avenida 25 de Abril, em Campanhã.
A Vandoma realiza-se semanalmente, aos sábados e destina-se exclusivamente à venda de objectos usados, designadamente roupas, louças, mobiliário e artigos decorativos, discos, livros, aparelhos eléctricos e/ou electrónicos, utensílios domésticos e de trabalho (ferramentas), entre outros.